# Hermann Kanzler
Hermann Kanzler (Weingarten, 28 mars 1822 – Rome, 6 janvier 1888) est un militaire allemand qui fut le chef d'état-major des Forces armées des États pontificaux au cours de la prise de Rome en 1870. À partir de 1865, il a été promu ministre de l'armée et commandant suprême des forces armées pontificales.

## Biographie

### L'expérience en Allemagne
Kanzler est né en 1822 à Weingarten, près de Karlsruhe, il est le fils de Max Anton, un employé de l'administration fiscale du Grand-duché de Bade. Plus tard, sa famille déménage à Bruchsal où le garçon passa sa jeunesse. Il a commencé sa carrière militaire comme lieutenant dans le corps des Dragons, à Karlsruhe. En décembre 1843, il quitte l’armée du Grand-duché, excédé par l'attitude anticléricale du gouvernement de Bade et entre deux ans plus tard dans les rangs de l'armée pontificale.

### Armée pontificale
Kanzler rejoint l'armée pontificale en 1845 avec le grade de capitaine. Il prit part à la Première guerre d'indépendance italienne (1848) contre l'Empire autrichien et fut nommé colonel du premier régiment de l'armée pontificale en 1859. Un an plus tard, il en a été fait général par le commandant en chef Lamoricière, en reconnaissance de ses actes de bravoure à Pesaro et Ancône contre l'armée piémontaise au cours de la Deuxième guerre d'indépendance italienne. En octobre 1865, il devient commandant suprême des forces armées du pape et pro-ministre de l’armée. Il  commanda l'armée pontificale à Mentana le 3 novembre 1867 lors de sa victoire contre l’armée des patriotes de Garibaldi, pourtant supérieure en nombre. Il supervisa la défense de Rome, en septembre 1870. Au cours de celle-ci, les soldats pontificaux ne livrèrent qu’une résistance symbolique, le pape voulant éviter un bain de sang. Malgré tout, Kanzler et ses troupes eurent droit à une reddition avec tous les honneurs militaires.

### Après 1870
Après la fin des États pontificaux et du pouvoir  temporel du pape, il continua d’être, nominalement, pro-ministre et commandant en chef des troupes du pape jusqu’à sa mort, en 1888. Le général a également reçu le titre de noblesse de baron von Kanzler. Il épousa une femme d’une famille d’ancienne noblesse romaine, celle des Vannutelli. L’un des fils d’Hermann Kanzler, le baron Rudolf Kanzler (né le 7 mai 1864) fut l'archéologue en chef du Saint-Siège et fut, à partir de 1896, un membre de la Commission pontificale d'Archéologie sacrée. Il était considéré comme l'expert le plus qualifié de la topographie de la Rome antique, et prit une part importante dans les fouilles effectuées sous la basilique Saint-Pierre et dans les catacombes. Puis, ce fils fut nommé membre de la commission pontificale de Pie X en faveur de l'Édition Vaticane en 1904.
Hermann Kanzler est inhumé avec sa famille au milieu des zouaves pontificaux dans le cimetière de Campo Verano à Rome.

## Distinctions
- Grand-croix de l'ordre de Saint-Grégoire-le-Grand
- Grand officier de la Légion d'honneur